# Nombre étrange
Un nombre étrange est, en mathématiques, un entier naturel n qui est abondant mais non semi-parfait : la somme de ses diviseurs propres (y compris 1 mais pas n) est plus grande que n mais aucune somme de certains de ses diviseurs n'est égale à n.
Le plus petit nombre étrange est 70. Ses diviseurs propres sont 1, 2, 5, 7, 10, 14 et 35. Leur somme vaut 74 mais aucune somme de certains de ses diviseurs ne donne 70. 
Il existe une infinité de nombres étranges, car le produit d'un tel nombre avec un nombre premier assez grand est encore étrange. Les huit plus petits sont: 70, 836, 4 030, 5 830, 7 192, 7 912, 9 272, 10 430. La suite des nombres étranges a une densité asymptotique positive.
En 2012, aucun nombre étrange impair n'a encore été découvert. S'il en existe, ils doivent être plus grands que 232 ≈ 4 × 109  et même 1,8 × 1019 ,.
Stanley Kravitz a démontré que si {\displaystyle k} est un entier strictement positif, si {\displaystyle Q} est un nombre premier et si {\displaystyle R={\frac {2^{k}Q-(Q+1)}{(Q+1)-2^{k}}}} est aussi un nombre premier, alors l'entier {\displaystyle n=2^{k-1}QR} est un nombre étrange.
À l'aide de cette formule, il a trouvé le plus grand nombre étrange primitif (non multiple d'un plus petit) connu jusque-là,
{\displaystyle n=2^{56}\,(2^{61}-1)\,153\,722\,867\,280\,912\,929\approx 2\cdot 10^{52}.}
En 2013, des étudiants de la Central Washington University ont repris son idée et ont trouvé de nouveaux nombres étranges primitifs avec deux fois plus de chiffres. Aujourd'hui on connait des nombres étranges primitifs avec plus que 2000 chiffres.